# 泗沥镇
泗沥镇，是中华人民共和国江西省鹰潭市贵溪市下辖的一个乡镇级行政单位。

## 行政区划
泗沥镇下辖以下地区：
王湾村、赤石村、珠岭村、泗沥村、尹家村、方家村、新塘村、中村、何家村、东洪村、郑坊村、桃源村和杨山村。